# Disperse Red 4
Disperse Red 4 ist ein Anthrachinonfarbstoff aus der Gruppe der Dispersionsfarbstoffe.

## Verwendung
Disperse Red 4 wird zum Färben von Acetat-, Zellulose- und Polyamidfasern eingesetzt. Zum Färben bzw. Bedrucken von Acryl kann es ebenfalls verwendet werden.